# Oliver Mattheis
Oliver Mattheis, né le 24 avril 1995 à Pfronten, est un coureur cycliste allemand.

## Biographie
Originaire de Pfronten, Oliver Mattheis commence le cyclisme vers l'âge de douze ans. Il dispute sa première course en 2007 à l'occasion d'un VTT marathon organisé dans sa ville natale. Quelque temps plus tard, il poursuit sa progression sur route avec le RSC Kempten,. 
Lors de la saison 2013, il porte les couleurs de la Team Auto Eder, une structure liée à la formation NetApp-Endura. Bon rouleur, il se classe troisième du championnat d'Allemagne du contre-la-montre juniors et quatrième de l'épreuve chronométrée au Trophée Centre Morbihan. Il représente également son pays aux championnats du monde juniors. Après ses performances, il intègre l'équipe continentale Heizomat en 2014. Son meilleur résultat est une seizième place au championnat d'Allemagne sur route chez les élites.
En janvier 2015, il rejoint la formation MLP Bergstraße. Il quitte cependant le monde professionnel dès le mois d'avril pour se consacrer à ses études d'ingénieur. Oliver Mattheis continue toutefois de participer à des courses au niveau amateur. Actif dans des critériums, il décroche quelques victoires ainsi que diverses places d'honneur en Allemagne, en Autriche et en Suisse. On le retrouve aussi au départ de plusieurs épreuves de VTT marathon. Au cours de cette même période, il rentre dans le monde du travail en exerçant le métier de mécanicien automobile chez un concessionnaire de Füssen. Il ne délaisse pas pour autant la compétition,. 
Durant l'été 2022, il est enrôlé dans la Team Embrace The World pour participer au Tour de la Guadeloupe. Régulier, il se classe troisième de la dernière étape, cinquième d'un contre-la-montre et dixième du classement général. Grâce à ces bons résultats, il retrouve le niveau continental en 2023 au sein de l'équipe Bike Aid, qui bénéficie d'un calendrier international. Cette nouvelle expérience lui permet de découvrir des compétitions professionnels en Europe, en Asie et en Afrique. 
En 2024, il termine quatrième du Tour of Routhe Salvation, tout en ayant remporté une étape. Il s'agit de son premier succès acquis dans une compétition inscrite au calendrier de l'UCI. La même année, il finit deuxième du Tour de Mersin, treizième du Tour du Rwanda ou encore vingt-septième du Tour de Turquie.

## Palmarès et résultats

### Palmarès par année
- 2013
  - 3e du championnat d'Allemagne du contre-la-montre juniors
- 2022
  - 3e du Tour de l'Oder
  - 3e de Coire-Arosa
- 2024
  - 3e étape du Tour of Routhe Salvation
  - 2e du Tour de Mersin
- 2025
  - 3e du Tour du Rwanda

### Classements mondiaux
| Année           | 2022   |
| --------------- | ------ |
| UCI Europe Tour | 1 513e |